# 傑夫·霍金
傑弗瑞·霍金（Jeffrey Hawkins，1957年6月7日—），小名傑夫（Jeff），生於美國紐約州長島亨廷頓，為美國發明家、電腦科學家與神經科學家。他主導研發了Palm與Treo，是Palm公司與Handspring公司的創辦者。

## 著作
著有《創智慧》（On Intelligence）。